# Autengrün
Autengrün ist ein Gemeindeteil des Marktes Oberkotzau im Landkreis Hof (Oberfranken, Bayern) und eine Gemarkung.

## Geographie
Das Dorf Autengrün liegt auf einem Südosthang zum Tal der Porschnitz.
Durch den Ort verläuft der Abschnitt  der Kreisstraße HO 7 zwischen dem Hauptort Oberkotzau und Unterpferdt. Verbindungsstraßen führen südlich nach Pfaffengrün und nördlich in Richtung Wustuben. Die Liste der Straßennamen von Oberkotzau enthält auch die Straßennamen von Autengrün.
Die Gemarkung Autengrün hat eine Fläche von 300,12 Hektar und liegt vollständig auf dem Gebiet des Marktes Oberkotzau.

## Geschichte

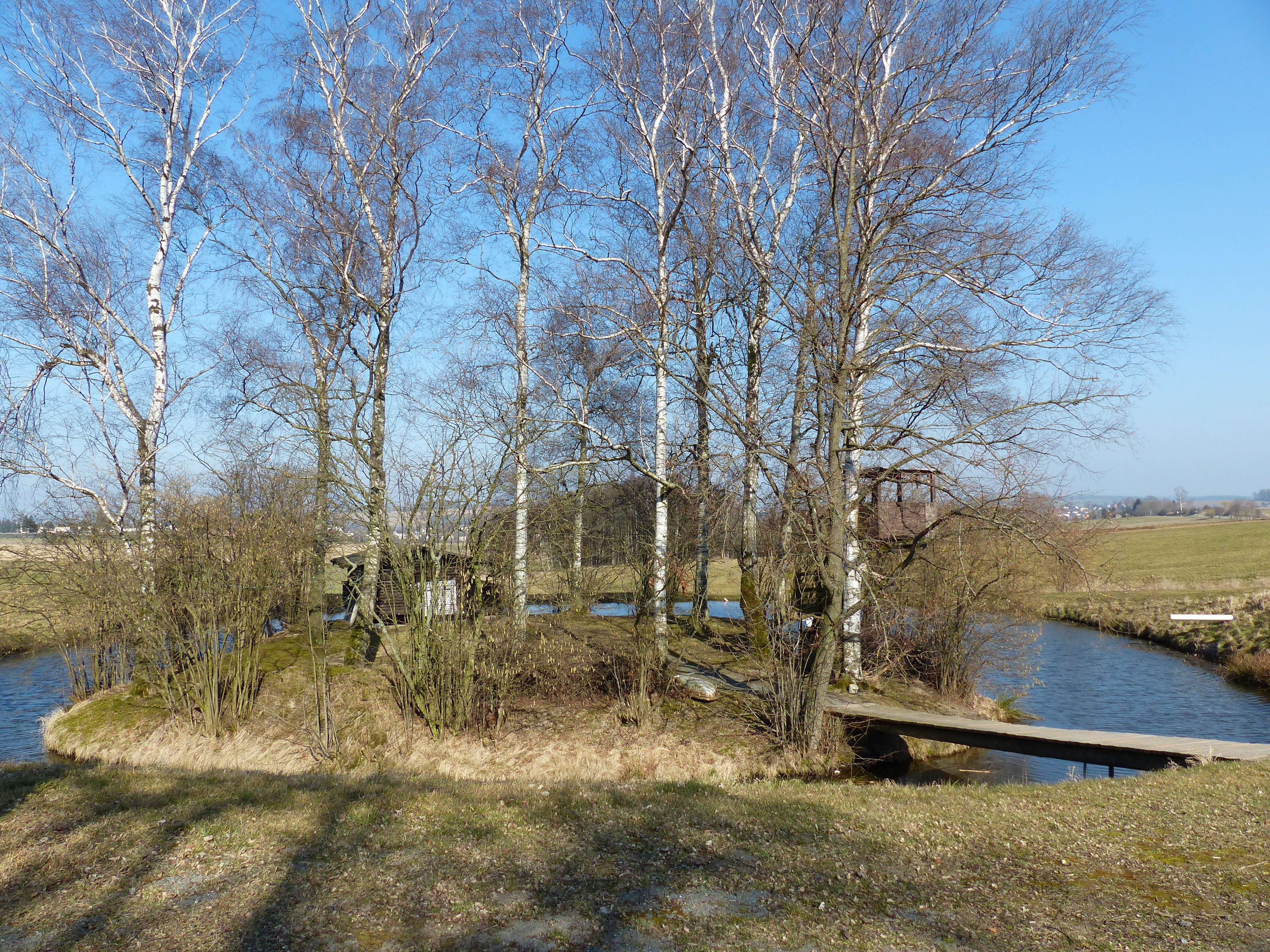
Turmhügelburg Autengrün

In Autengrün befand sich ein Turmhügel der Familie von Kotzau, der in Geländespuren noch erkennbar ist. Frühere Schreibweisen des Ortes waren „Autmannsgrün“, „Autumsgrün“ und „Annatengrün“. Die aus Stein erbaute Turmhügelanlage soll erst im 17. Jahrhundert verwüstet und abgetragen worden sein. Das Rittergut wurde 1735 erbaut.
Autengrün wurde 1390 mit drei Höfen genannt. Nickel von Kotzau erhielt den Ort 1402 als Reichslehen vom Nürnberger Burggrafen Friedrich. 1414 wurde Autengrün als Wüstung bezeichnet. 1417 waren auch die Rabensteiner zu Döhlau im Besitz eines Hofes. Im Autengrüner Wald befinden sich Grenzsteine, die um das Jahr 1791 aufgestellt wurden und als Inschrift ein „K“ für die Freiherren von Kotzau, teilweise auch ein „R“ für die Familie von Reitzenstein tragen.
Am 1. Januar 1972 wurde die damalige Gemeinde Autengrün in den Markt Oberkotzau eingegliedert. Gemeindeteile waren Autengrün und Pfaffengrün. Bis um 1900 war die heutige Wüstung Erbsbühl ein weiterer Ort der Gemeinde Autengrün.